# 日野城の戦い
日野城の戦い（ひのじょうのたたかい）は、1480年の太田道灌と長尾景春の最後の戦い。

## 概要
景春はすでに居城の鉢形城を奪われており、文明12（1480）年武蔵の日野城に籠城した。だが既に景春に味方する豪族らは討ち果たされており、援軍も期待できない状態であった。
道灌に攻められ、6月13日足利成氏を頼って逃亡。4年に及ぶ長尾景春の乱は終結した。